# Hopkinton, New Hampshire
Hopkinton är en kommun (town) i Merrimack County, New Hampshire, USA med 5 589 invånare (2010). 